# Franz Hirtler
Franz Karl Hirtler (* 17. April 1885 in Freiburg im Breisgau; † 15. Juli 1947 in Lörrach) war ein deutscher Lehrer und Schriftsteller.

## Leben und Wirken
Franz Karl Hirtler wurde am 17. April 1885 als Sohn des Oberwirtschaftsleiters Franz Hirtler und dessen Ehefrau Frieda, geborene Schmelzte, in Freiburg im Breisgau geboren. Die dortige Rotteck-Oberrealschule schloss er 1901 mit der Mittleren Reife ab. Im Zeitraum von 1901 bis 1904 absolvierte Hirtler ein Studium am Lehrerseminar in Ettlingen. Darauf folgten mehrere Stationen als Lehrer im Odenwald und im Schwarzwald, wo er zuletzt in Altsimonswald unterrichtete. 1913 heiratete Franz Hirtler Monika Englhard. Von 1916 bis 1918 leistete er Kriegsdienst an der Westfront. Ab 1919 war Hirtler als Hauptlehrer in Freiburg tätig. Neben seiner Berufstätigkeit studierte er an der Albert-Ludwigs-Universität Freiburg Literaturgeschichte und Philosophie. Seit 1934 war Hirtler zugleich Autor und Schriftleiter sowohl des Lahrer Hinkenden Boten als auch von Hebels rheinländischem Hausfreund. 1946 wurde er zum Rektor ernannt und leitete Ausbildungskurse für Lehrer in Gengenbach und Bad Rippoldsau. 1947 wurde Hirtler Direktor der Pädagogischen Akademie Lörrach.

## Schriften (Auswahl)
- Das Spiel des Vikars. Erzählung. Paul List, Leipzig 1921.
- Der Vampir. Novelle. Ferdinand Acker, Wolfach 1923.
- Hermann Hartliebs letzte Ferien. Erzählung. Schauenburg, Lahr 1923.
- Das Rollwagenbüchlein, neu übertragen mit einem Lebensbild Jörg Wickrams. Zinnen-Verlag, München 1943.
- Sebastian Brant: Das Narrenschiff. In neuer Übertragung und Auswahl mit einem Lebensbild des Dichters. Zinnen-Verlag, München 1944.
- Altes Reich, Antichrist, Alteuropa. Unpolitische Gedanken zur geschichtlichen Lage. Badenia-Verlag, Bühl 1946.
- Erzählungen vom Oberrhein. C. F. Müller, Karlsruhe 1948.